# دالشا لونجيامبولا
دالشا لونجيامبولا (مواليد 31 يوليو 1987) هو مُقاتل فنون قتالية مختلطة كونغولي.

## وصلات خارجية
- دالشا لونجيامبولا على موقع يو إف سي (الإنجليزية)
- دالشا لونجيامبولا على موقع شيردوغ (الإنجليزية)
- دالشا لونجيامبولا على موقع Tapology.com (الإنجليزية)
- دالشا لونجيامبولا على موقع إي إس بي إن (الإنجليزية)